# 君に捧げるサンバ
「君に捧げるサンバ」（Samba Pa Ti）は、サンタナが1970年に発表したインストゥルメンタル曲。サンタナの代表曲の一つとして知られ、長年にわたりツアーで演奏されている。

## 概要
カルロス・サンタナは、自身が住むアパートの外でジャズのサックス奏者が演奏しているのを見たあと、本作品の着想を得た。後年、カルロスは『モジョ』誌のインタビューに対し「『君に捧げるサンバ』は、これこそが自分の曲だと最初に実感できた曲だった」と語っている。
1970年9月発売のセカンド・アルバム『天の守護神』に収録された。1971年2月、シングルカットされた「僕のリズムを聞いとくれ」のB面に収録された。
1973年、ヨーロッパで独自にシングルA面として発売されると、各国でヒットした。オランダは11位、西ドイツは43位、イギリスは27位を記録した。
1974年に発売された3枚組のライブ・アルバム『ロータスの伝説』にライブ・バージョンが収録された。
1982年、ホセ・フェリシアーノが歌詞をつけて、アルバム『愛のシーン (Escenas De Amor)』でカバーした。

## 演奏者
- カルロス・サンタナ - ギター
- デイヴィッド・ブラウン - ベース
- グレッグ・ローリー - ハモンドオルガン
- マイケル・カラベロ - コンガ
- ホセ・アレアス - ティンバレス
- マイケル・シュリーヴ - ドラムズ